# آهیا
آهیا (به لاتین: Ahja) یک سکونتگاه مسکونی در استونی است که در دهستان آهیا واقع شده‌است.